# 파인딩 네버랜드 온라인
파인딩 네버랜드 온라인(Finding Neverland Online; FNO)은 타이완의 X-레전드에서 개발한 대규모 다중 사용자 온라인 롤플레잉 게임이다. 타이완 본토에서는 태국어: 聖境傳說, 중국과 홍콩에서는 梦之传说, 영어권에서는 에덴 이터널(Eden Eternal), 일본과 대한민국에서는 파인딩 네버랜드 온라인(Finding Neverland Online -聖境伝説- 세이사카이 덴세쓰[*])으로 배급되고 있다.
대한민국에서는 그라비티를 통해 2012년 1월 5일부터 배급되고 있다. 서비스 첫날부터 동시 접속자 수 1만명을 돌파했으며 각종 포털 사이트 검색어 순위에 청소년 카테고리 1위, 게임 카테고리 7위에 이름을 올리는 등의 인기가 올랐다. 2012년 5월 9일 동시접속자수가 저조한 탓에 아벨라, 푸푸로, 루자크, 벨루가 4개 서버가 통합되었다.
2013년 7월 31일 그라비티는 대한민국에서의 게임 서비스를 종료할 예정이다.

## 인용
1. ↑  “파인딩 네버랜드 온라인, 공개서비스 첫 주말 동접 3만 돌파!”. 디스이즈게임. 2012년 1월 9일. 2012년 5월 4일에 확인함.[깨진 링크(과거 내용 찾기)]
2. ↑  “서버 통합 일정 안내”. 2012년 4월 28일. 2012년 5월 3일에 확인함.[깨진 링크(과거 내용 찾기)]